# Петровац на Млави
Петровац на Млави је градско насеље у Србији и седиште истоимене општине у Браничевском округу. Према попису из 2022. било је 6.958 становника. До 2007. године званичан назив насеља је био Петровац. Налази се на реци Млави.
Удаљен је 116 km од Београда, а саграђен 1859. године, по наређењу кнеза Милоша Обреновића, и коју му надене назив по његовом пријатељу, а на захтев мештана села Свине, крајинском војводи и касније државном саветнику Милутину Петровићу Ери, млађем брату Хајдук Вељка Петровића. Краљевским решењем од 12. марта 1886. године насеље је добило статус варошице.

## Географија
Град се налази у долини реке Млаве. На подручју града се укрштају важни путеви који су водили према моравској долини и долином Млаве према Дунаву. Петровац се налази на једном од најзначајнијих праваца у оквиру Подунавског региона који повезује Бор, Жагубицу и Петровац на Млави на једној са Пожаревцом и ауто-путем Београд-Ниш, на другој страни.
Град Петровац на Млави, највеће и једино градско насеље у оквиру општине, представља индустријски, трговачки, здравствени, културни, саобраћајни и административни центар. Град се налази у средишњем делу територије општине, лоциран непосредно на левој и десној обали реке Млаве и на раскрсници путева који повезују Пожаревац са Жагубицом, а Велику Плану, Жабаре и Свилајнац са Кучевом.

## Школство
У општини Петровац на Млави мрежу школских установа чини 8 осмогодишњих матичних школа које су лоциране у Петровцу и селима Шетоње, Велико Лаоле, Буровац, Мелница, Рашанац, Рановац и Орешковица са 25 подручних одељења и Средња школа Младост - Гимназија општег смера са одељењима Трговачке и Економске школе.
У Петровцу на Млави постоји једна предшколска установа-Дечји вртић „Галеб“ који спроводи заштиту деце од 18 месеци до предшколског узраста.

## Култура
Носилац културно-уметничких активности је Културно-просветни центар у Петровцу на Млави. Културне манифестације се организују у згради Гимназије и Дому културе. У граду постоји и биоскоп „Дело“.
Петровац на Млави има Народну библиотеку „Ђура Јакшић“ и Завичајни музеј са археолошким одељењем, одељењем за историју уметности и одељењем за етнологију.
Постоји и Удружење ликовних уметника Петровац (УЛУП) које ликовне ствараоца са територије општине, а делује и Клуб књижевника „Орфеј са Млаве“, са седиштем у селу Каменову.
У Петровцу на Млави живи велики број књижевника од којих су шесторица чланови Удружења књижевника Србије (УКС). Међу њима је најпознатији професор књижевности Мирољуб Милановић, аутор неколико књига прозе и књиге Пола века ћутања за коју је добио престижну књижевну награду Госпођин вир Центра за културу Пожаревац.
У оквиру Културно-просветног центра ради и Позориште, основано 1908. године, које од 1950. године носи назив Позориште Бата Булић по Драгољубу Бати Булићу, правнику и револуционару, који је између два рата дао велики допринос раду позоришта.
У граду се налази црква Вазнесења Господњег.

## Становништво
У насељу Петровац на Млави живи 6334 пунолетна становника, а просечна старост становништва износи 40,2 година (38,5 код мушкараца и 41,8 код жена). У насељу има 2753 домаћинства, а просечан број чланова по домаћинству је 2,85.
Ово насеље је великим делом насељено Србима (према попису из 2002. године), а у последња три пописа, примећен је пораст у броју становника.
Иако општина Петровац припада групи депопулацијских подручја, у самом насељу Петровац на Млави број становника расте.
|             | \| Демографија[1] \| Демографија[1] \| Демографија[1] \| \| Година \| Становника \| Становника \| \| -------------- \| -------------- \| -------------- \| \| 1948. \| 4.327 \| \| \| 1953. \| 4.673 \| \| \| 1961. \| 5.261 \| \| \| 1971. \| 6.231 \| \| \| 1981. \| 7.383 \| \| \| 1991. \| 7.728 \| 7.109 \| \| 2002. \| 7.851 \| 8.772 \| \| 2011. \| 7.447 \| \| |            |
| Демографија | |            |
| Година      | Становника | Становника |
| 1948.       | 4.327 |            |
| 1953.       | 4.673 |            |
| 1961.       | 5.261 |            |
| 1971.       | 6.231 |            |
| 1981.       | 7.383 |            |
| 1991.       | 7.728 | 7.109      |
| 2002.       | 7.851 | 8.772      |
| 2011.       | 7.447 |            |

| Етнички састав према попису из 2002.‍ | Етнички састав према попису из 2002.‍ | Етнички састав према попису из 2002.‍ | Етнички састав према попису из 2002.‍ | Етнички састав према попису из 2002.‍ |
| ------------------------------------ | ------------------------------------ | ------------------------------------ | ------------------------------------ | ------------------------------------ |
|                                      |                                      |                                      |                                      |                                      |
| Срби                                 | Срби                                 |                                      | 7.475                                | 95,21%                               |
| Власи                                | Власи                                |                                      | 57                                   | 0,72%                                |
| Македонци                            | Македонци                            |                                      | 35                                   | 0,44%                                |
| Хрвати                               | Хрвати                               |                                      | 27                                   | 0,34%                                |
| Црногорци                            | Црногорци                            |                                      | 22                                   | 0,28%                                |
| Роми                                 | Роми                                 |                                      | 21                                   | 0,26%                                |
| Румуни                               | Румуни                               |                                      | 19                                   | 0,24%                                |
| Југословени                          | Југословени                          |                                      | 18                                   | 0,22%                                |
| Муслимани                            | Муслимани                            |                                      | 9                                    | 0,11%                                |
| Мађари                               | Мађари                               |                                      | 6                                    | 0,07%                                |
| Словаци                              | Словаци                              |                                      | 4                                    | 0,05%                                |
| Словенци                             | Словенци                             |                                      | 3                                    | 0,03%                                |
| Чеси                                 | Чеси                                 |                                      | 2                                    | 0,02%                                |
| Руси                                 | Руси                                 |                                      | 2                                    | 0,02%                                |
| Бугари                               | Бугари                               |                                      | 2                                    | 0,02%                                |
| Украјинци                            | Украјинци                            |                                      | 1                                    | 0,01%                                |
| Немци                                | Немци                                |                                      | 1                                    | 0,01%                                |
| непознато                            | непознато                            |                                      | 103                                  | 1,31%                                |

| Година пописа     | 1948. | 1953. | 1961. | 1971. | 1981. | 1991. | 2002. |
| ----------------- | ----- | ----- | ----- | ----- | ----- | ----- | ----- |
| Број домаћинстава | 1.305 | 1.411 | 1.657 | 2.086 | 2.482 | 2.555 | 2.753 |

| Број чланова      | 1   | 2   | 3   | 4   | 5   | 6   | 7  | 8  | 9 | 10 и више | Просек |
| ----------------- | --- | --- | --- | --- | --- | --- | -- | -- | - | --------- | ------ |
| Број домаћинстава | 644 | 644 | 552 | 534 | 208 | 129 | 27 | 12 | 3 | 0         | 2,85   |

| Пол    | Укупно | Неожењен/Неудата | Ожењен/Удата | Удовац/Удовица | Разведен/Разведена | Непознато |
| ------ | ------ | ---------------- | ------------ | -------------- | ------------------ | --------- |
| Мушки  | 3.087  | 920              | 1.879        | 135            | 147                | 6         |
| Женски | 3.553  | 741              | 1.915        | 594            | 296                | 7         |
| УКУПНО | 6.640  | 1.661            | 3.794        | 729            | 443                | 13        |

| Пол    | Укупно                    | Пољопривреда, лов и шумарство | Рибарство                            | Вађење руде и камена | Прерађивачка индустрија       |
| ------ | ------------------------- | ----------------------------- | ------------------------------------ | -------------------- | ----------------------------- |
| Мушки  | 1.577                     | 112                           | 0                                    | 5                    | 321                           |
| Женски | 1.378                     | 64                            | 0                                    | 2                    | 218                           |
| УКУПНО | 2.955                     | 176                           | 0                                    | 7                    | 539                           |
| Пол    | Производња и снабдевање   | Грађевинарство                | Трговина                             | Хотели и ресторани   | Саобраћај, складиштење и везе |
| Мушки  | 53                        | 84                            | 311                                  | 60                   | 64                            |
| Женски | 18                        | 5                             | 276                                  | 71                   | 23                            |
| УКУПНО | 71                        | 89                            | 587                                  | 131                  | 87                            |
| Пол    | Финансијско посредовање   | Некретнине                    | Државна управа и одбрана             | Образовање           | Здравствени и социјални рад   |
| Мушки  | 10                        | 64                            | 126                                  | 70                   | 107                           |
| Женски | 21                        | 37                            | 74                                   | 112                  | 346                           |
| УКУПНО | 31                        | 101                           | 200                                  | 182                  | 453                           |
| Пол    | Остале услужне активности | Приватна домаћинства          | Екстериторијалне организације и тела | Непознато            | Непознато                     |
| Мушки  | 63                        | 1                             | 0                                    | 126                  | 126                           |
| Женски | 51                        | 4                             | 0                                    | 56                   | 56                            |
| УКУПНО | 114                       | 5                             | 0                                    | 182                  | 182                           |

## Привреда
Општина Петровац на Млави је дуги низ година имала статус недовољно развијених подручја. Обележја неразвијености проистичу превасходно из недовољно разуђене привредне структуре. Високо учешће у формирању друштвеног производа има примарни сектор, а знатно мањи секундарни и терцијални. Индустријализација је започета са великим закашњењем и спроведена је у скромној мери па је изграђен скроман број предузећа.
Сви главни путни правци пролазе кроз подручје самог града што омета саобраћајне токове и угрожава виталне функције града.
У самом граду водопривредна инфраструктура је развијена. Кроз цео град је регулисано корито реке Млаве. Долином Млаве од Петровца на Млави до Рашанца урађена је каналска мрежа за одводњавање. На истој мрежи изградњом пумпи и брана могућа је реализација система са наводњавање.
Основни проблеми из области комуналне инфраструктуре са којима је суочена општина су питање водоснабдевања и депоновања отпада. Градски водовод изграђен 1973. године снабдева се водом из красног извора у селу Шетоње. У водоснабдевању су присутни одређени проблеми јер потребе превазилазе капацитет водовода, а није изграђено ни постројење за прераду воде. Град Петровац на Млави има изграђену примарну и секундарну канализациону мрежу дужине 15 километара којом је обухваћено око 80% домаћинстава. Отпадне воде се изливају у Млаву и загађују је.
Градска депонија се налази поред пута Петровац на Млави-Добрње, ван града на површини од око 70 ари и намењена је за одлагање смећа из домаћинства. На њој више нема простора за депоновање отпада, па је нужно обезбедити земљиште за проширење. За припрему земљишта и нове парцеле, као и за санирање и рекултивација постојеће потребна су знатна материјална средства што је уједно и највећи проблем.
У Петровцу на Млави ради топлана капацитета 60.000 m² животних простора, али је сада у функцији 2/3 капацитета.
У граду постоје зелена и сточна пијаца. На удаљености од 2-3 километра налазе се 2 гробља сеоског типа без капеле, а урађен је урбанистички пројекат за изградњу новог гробља на новој локацији и започети су радови на изградњи капеле у самом Петровцу.
У граду је уређен парк на око 5 хектара и обала Млаве са уређеним кејом на левој обали Млаве између 2 велика моста и шеталиштем на десној обали од пешачког до Жабараског моста.

## Познати Петровчани
- Зоран Дашић - признати српски уметник, књижевник, музичар, композитор, текстописац, гитариста, тамбураш и вођа групе "Легенде"
- Тадеј Штрабуловић, српски архимандрит.
- Сава Ристић, српски архимандрит.

## Информисање
У општини ради: Радио-телевизија „Млава-медија“ са сопственим радио и ТВ програмом, Радио-телевизија „Руф“ која програм емитује и преко интернета, Радио Петровац. Од почетка 2013. године, у Петровцу се може пратити и програм телевизије Лаки која у свим кабловским системима емитује програм за подручје централне и источне Србије као и на интернету.

## Здравствена и социјална заштита
Здравствену заштиту организује и спроводи Здравствени центар Петровац, у чијем саставу раде Дом здравља и болница општег типа.
Социјалну заштиту организује и спроводи Центар за социјални за општине Петровац на Млави и Жагубица.

## Спорт
У општини Петровац на Млави физичка култура је изузетно развијена. Најзаступљенији је фудбал. Већина насеља има фудбалске клубове. ФК „Слога“ из Петровца на Млави се такмичи у Првој лиги ФСС од такмичарске 2013/14. године. У Петровцу на Млави постоји фудбалски стадион капацитета 2500 гледалаца, отворени стадион малих спортова у оквиру Гимназије и спортска хала капацитета 1.500 седишта која носи име Драгутин Томашевић, по маратонцу и једном од првих српских олимпијаца. У граду постоји 3 рукометна клуба и то 1 мушки (Слога) и 2 женска (ЖРК Слога и ЖОРК), кошаркашки клуб, шаховски клуб, боди билдинг клуб, Клуб борилачких вештина Петровац и 2 тениска клуба.